# Isabel de Brunsvique-Volfembutel, Duquesa de Saxe-Altemburgo
Isabel de Brunsvique-Volfembutel (Volfembutel, 23 de junho de 1593 – Altemburgo, 25 de março de 1650, Altemburgo) foi uma princesa de Brunsvique-Volfembutel e duquesa de Saxe-Altemburgo.

## Vida
Isabel era filha do duque Henrique Júlio de Brunswick-Wolfenbüttel (1564–1613) e da sua segunda esposa, Isabel (1573–1625), filha mais velha do rei Frederico II da Dinamarca.
Casou-se no dia 1 de Janeiro de 1612 em Dresden, com o duque Augusto da Saxónia (1589–1615), administrador da diocese de Naumburgo. Augusto acabaria por morrer subitamente aos vinte-e-seis anos de idade, apenas três anos depois do casamento.
Isabel casou-se com o seu segundo marido, o duque João Filipe de Saxe-Altemburgo (1597–1639) a 25 de Outubro de 1618 em Altemburgo.
Isabel morreu a 25 de Março de 1650 em Altemburgo e foi sepultada na Igreja de Brethren em Altemburgo, à qual tinha doado um cálice em vida.  O lema da duquesa, que tinha casado com membros da linha Albertina e da linha Ernestina da Casa de Wettin, era: Todo o meu prazer está em Deus.  Existe um ducado em ouro dedicado a Isabel, com o seu retrato em perfil na cara e a letra "E" coroada na coroa.  Isabel pertencia também à Sociedade Virtuosa, com o cognome a Devota.

## Descendência
Do seu segundo casamento, Isabel teve uma filha:
1. Isabel Sofia (10 de Outubro de 1619 - 20 de Dezembro de 1680), casada com Ernesto I, Duque de Saxe-Gota.

## Genealogia
| Isabel de Brunswick-Wolfenbüttel | Pai: Henrique Júlio, Duque de Brunsvique-Luneburgo | Avô paterno: Júlio, Duque de Braunschweig-Wolfenbüttel | Bisavô paterno: Henrique V, Duque de Brunsvique-Luneburgo            |
| Isabel de Brunswick-Wolfenbüttel | Pai: Henrique Júlio, Duque de Brunsvique-Luneburgo | Avô paterno: Júlio, Duque de Braunschweig-Wolfenbüttel | Bisavó paterna: Maria de Württemberg                                 |
| Isabel de Brunswick-Wolfenbüttel | Pai: Henrique Júlio, Duque de Brunsvique-Luneburgo | Avó paterna: Hedvig de Brandemburgo                    | Bisavô paterno: Joaquim II Heitor, Príncipe-Eleitor de Brandemburgo  |
| Isabel de Brunswick-Wolfenbüttel | Pai: Henrique Júlio, Duque de Brunsvique-Luneburgo | Avó paterna: Hedvig de Brandemburgo                    | Bisavó paterna: Edviges Jagelão, Eleitora de Brandemburgo            |
| Isabel de Brunswick-Wolfenbüttel | Mãe: Isabel da Dinamarca                           | Avô materno: Frederico II da Dinamarca                 | Bisavô materno: Cristiano III da Dinamarca                           |
| Isabel de Brunswick-Wolfenbüttel | Mãe: Isabel da Dinamarca                           | Avô materno: Frederico II da Dinamarca                 | Bisavó materna: Doroteia de Saxe-Lauemburgo                          |
| Isabel de Brunswick-Wolfenbüttel | Mãe: Isabel da Dinamarca                           | Avó materna: Sofia de Mecklemburgo-Güstrow             | Bisavô materno: Ulrico, Duque de Mecklemburgo                        |
| Isabel de Brunswick-Wolfenbüttel | Mãe: Isabel da Dinamarca                           | Avó materna: Sofia de Mecklemburgo-Güstrow             | Bisavó materna: Isabel da Dinamarca, duquesa de Mecklemburgo-Güstrow |